# Окулярник лісовий
Окулярник лісовий (Zosterops silvanus) — вид горобцеподібних птахів родини окулярникових (Zosteropidae). Ендемік Кенії.

## Опис
Довжина птаха становить 11-11,3 см. Верхня частина тіла темно-коричнева, края крил жовті. Горло і гузка зеленувато-жовті, живіт сірий. Очі карі, дзьоб чорний, лапи сірі.

## Таксономія
Лісовий окулярник раніше вважався підвидом мінливобавного окулярника, однак був визнаний окремим видом.

## Поширення і екологія
Лісові окулярники живуть у вологих гірських тропічних лісах в горах Таїта і на горі Касігау.

## Збереження
МСОП класифікує цей вид як такий, що знаходиться під загрозою зникнення. За оцінкою дослідників, популяція лісових окулярників складає 250-1000 птахів. Їм загрожує знищення природного середовища.